# El retorn d'en Jack
El retorn d'en Jack (títol original: Jack's Back) és una pel·lícula de terror estatunidenca dirigida per Rowdy Herrington, estrenada l'any 1988. Ha estat doblada al català.

## Argument
A Los Angeles, un jove metge és sospitós de ser el responsable d'una sèrie de crims comesos per un copycat de Jack l'Esbudellador. Però aquest jove metge finalment també és trobat assassinat. El seu germà bessó té llavors visions de l'assassí…

## Repartiment
- James Spader: John Wesford / Rick Wesford
- Cynthia Gibb: Chris Moscari
- Robert Picardo: Dr. Carlos Battera
- Chris Mulkey: Scott Morofsky
- Rex Ryon: Jack Pendler
- Jim Haynie: Sergent Gabriel

## Premis i nominacions
- Premi Saturn 1990
  - Nominació al premi Saturn al millor actor (James Spader)